# Zbigniew Grycan

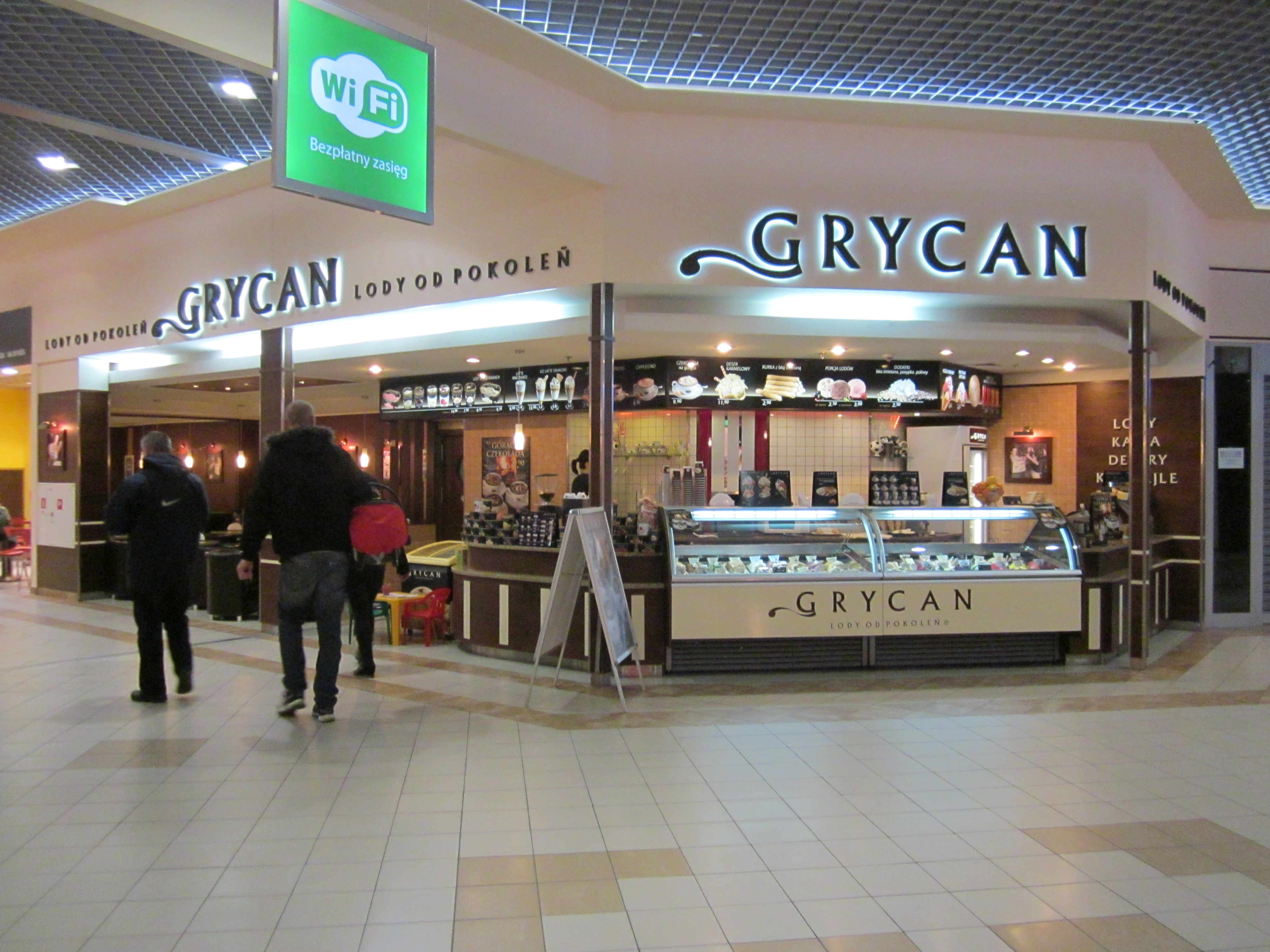
Stoisko „Grycan – lody od pokoleń”

Zbigniew Grycan (ur. 26 lutego 1941 w Buczaczu) – polski przedsiębiorca pochodzący z rodziny o długiej tradycji cukierniczej.

## Życiorys
Zbigniew Grycan jest synem Józefa Grycana, lodziarza, właściciela firmy, i jego żony Weroniki, zamieszkujących w Buczaczu, gdzie Grzegorz Grycan, nestor rodu, wspólnie ze swoim synem, ojcem Zbigniewa produkowali i sprzedawali pierwsze lody. W 1946 cała rodzina w ramach repatriacji osiedliła się we Wrocławiu, gdzie w podnoszącym się ze zniszczeń wojennych mieście zamieszkiwała w kamienicy przy placu Grunwaldzkim. Tu powstała pierwsza w powojennej Polsce lodziarnia (z biegiem czasu – kultowa kawiarnia), na której szyldzie widniał napis: Lody MIŚ - Weronika Grycan.
2 lutego 1962 otworzył swój pierwszy biznes – produkowanie lodów i ciastek. W 1980 zakupił firmę produkującą i sprzedającą lody – Zieloną Budkę. Początkowo działała ona jedynie w Warszawie, w pobliżu Supersamu. W późniejszym okresie utworzył z niej sieć lodziarni w Polsce. W 1992 zarejestrował przedsiębiorstwo „Zbigniew Grycan Wynajem, Dzierżawa, Produkcja”.
W 2000 Grycan zdecydował się na sprzedaż udziałów, a spółka „Zielona Budka” pozyskała nowego inwestora: Enterprise Investors. Pozostał jednak w biznesie lodowym i w 2004 powrócił z nową firmą „Grycan – lody od pokoleń”.

## Życie prywatne
Ożenił się dwa razy. Z pierwszego małżeństwa ma syna Adama, z drugiego – trzy córki, m.in. Małgorzatę.

## Odznaczenia i nagrody
- 2003 – Złoty Krzyż Zasługi za działalność na rzecz polskiego rolnictwa i rozwoju regionu lubelskiego[10];
- 2014 – Krzyż Kawalerski Orderu Odrodzenia Polski za wybitny wkład w rozwój polskiej przedsiębiorczości, za zasługi w działalności społecznej[11];
- 2018 – Nagroda PRB im. Jana Kulczyka w kategorii SUKCES („biznesowy Oskar”) Polskiej Rady Biznesu[12][13].